# Ski de vitesse aux Jeux olympiques de 1992
Le ski de vitesse (également appelée kilomètre lancé) est apparu pour la première et dernière fois aux Jeux olympiques d'hiver de 1992 à Albertville en tant que sport de démonstration. Elle est remportée par le Français Michaël Prüfer. L'épreuve se déroule dans la station savoyarde d'Arc 2000 et permet à des millions de téléspectateurs de découvrir ce sport.
L'unique présence du ski de vitesse s'est tenue lors des Jeux olympiques d'hiver de 1992 d'Albertville (France) en tant que sport de démonstration. Les épreuves masculines et féminines se sont déroulées sur les pentes de l'« Aiguille Rouge » située dans la station de sports d'hiver des Arcs. Bien que la compétition ait réalisé la deuxième meilleure audience télévisuelle de ces Jeux olympiques derrière la descente hommes en ski alpin, le Comité international olympique décida de ne pas le reconduire aux Jeux suivants. Nicolas Bochatay, skieur suisse, meurt durant la compétition.
Deux épreuves se sont tenues, l'une masculine, l'autre féminine. Chez les hommes 45 participants y prennent part, la victoire revient au Français Michael Prufer devant son compatriote Philippe Goitschel et l'Américain Jeffrey Hamilton. Chez les femmes, 20 participantes y prennent part, la victoire revient à la Finlandaise Tarja Mulari devant la Norvégienne Liss-Anne Pettersen et la Suissesse Renata Kolarova. À l'occasion de ces Jeux olympiques, les records du monde masculin et féminin furent battus avec des vitesses de 229,299 km/h pour Michael Prufer et 219,245 km/h pour Tarja Mulari.

## Historique
Traditionnellement à chaque Jeux d'été et d'hiver, le comité olympique national du pays de la ville-hôte de l'évènement a la possibilité de présenter un ou des sports de démonstration dans le but de les promouvoir. Lors des Jeux olympiques d'hiver de 1988 à Calgary, quatre disciplines furent programmées en tant que sport de démonstration : le curling, le ski acrobatique (les bosses, le saut et le ballet), le patinage de vitesse sur piste courte et le ski handicap (épreuves du 5 km de ski de fond pour aveugles et épreuves de slalom géant de ski alpin pour handicapés). Le ski handicap sera ensuite programmé aux jeux paralympiques.
Aux Jeux olympiques d'Albertville, le curling est reconduit comme sport de démonstration tout comme deux disciplines du ski acrobatique (le saut et le ballet), les bosses faisant alors partie du programme officiel. Un troisième sport de démonstration fait son apparition : le ski de vitesse. Ce sport, repris en 1987 sous le giron de la fédération internationale de ski, apparaît pour la première fois aux Jeux olympiques.
Ce choix du ski de vitesse fut rapidement pris en 1988 lorsque la commune de Bourg-Saint-Maurice (dont dépend la station des Arcs) et le comité d'organisation des Jeux olympiques (COJO) prirent la décision de réaliser une piste sécurisée pour accueillir l'évènement. Aux Arcs, la piste utilisée auparavant se situait dans le couloir naturel du versant nord de l'Aiguille Rouge propice aux avalanches et donc potentiellement dangereuse en cas de chutes de neiges. Les travaux d'une nouvelle piste débutent le 15 juillet 1988 pour s'achever en automne 1990 avec une pente de 1740 mètres d'une déclivité maximale de 70 % et d'un dénivelé de 565 mètres (départ à 2710 mètres et arrivée à 2145 mètres). Elle fut étudiée dans la perspective de posséder un potentiel de vitesse à 230 km/h (le record du monde avant ces Jeux olympiques est la propriété de Michael Prufer avec 223,741 km/h).
Aujourd'hui le record de la piste des Arcs est détenu par l'Italien Simone Origone a 251.400 km/h, cette vitesse est aussi le record du monde. Le meilleur Français est Bastien Montes, un pyrénéen habitant vers Tarbes, avec une vitesse de 239 km/h, obtenue sur cette même piste.[réf. nécessaire]

## Déroulement de l'épreuve
Le président du comité international olympique Juan Antonio Samaranch et le coprésident du Comité d'Organisation des JO d'Albertville Jean-Claude Killy assistent aux épreuves. L'épreuve masculine est la deuxième meilleure audience télévisée de ces JO après la descente masculine de ski alpin.

### Nations représentées en 1992
D = Sport de démonstration
| Epreuves | 1992 |
| -------- | ---- |
| Hommes   | D    |
| Femmes   | D    |

| Hommes | Femmes |
| --- | --- |
| - Allemagne (4) - Argentine - Autriche (3) - Australie (2) - Canada (4) - Chili (3) - Estonie - États-Unis (4) - Finlande - France (4) - Japon - Nouvelle-Zélande (4) - Norvège - Pologne - Royaume-Uni (4) - Suède (2) - Suisse (4) - Tchécoslovaquie | - Canada (2) - États-Unis (4) - Finlande (3) - France (3) - Nouvelle-Zélande - Norvège - Royaume-Uni (2) - Suède - Suisse (3) |

## Palmarès
Michaël Prüfer, 67 kg, 1,72 m, remporte l'épreuve avec une vitesse mesurée de 229,299 km/h. Il établit à cette occasion le record olympique et le record du monde en battant son propre record établi en 1988, qui restera invaincu jusque l'année suivante. Alors docteur en médecine, il se retire ensuite et ouvre son cabinet d'angiologie.
| Épreuve | Or             | Or           | Argent              | Argent       | Bronze           | Bronze       |
|         | Médaillé       | Vitesse      | Médaillé            | Vitesse      | Médaillé         | Vitesse      |
| ------- | -------------- | ------------ | ------------------- | ------------ | ---------------- | ------------ |
| Hommes  | Michaël Prüfer | 229,299 km/h | Philippe Goitschel  | 228,717 km/h | Jeffrey Hamilton | 226,700 km/h |
| Femmes  | Tarja Mulari   | 219,245 km/h | Liss-Anne Pettersen | 212,892 km/h | Renata Kolarova  | 210,526 km/h |

## Tragédie
L'épreuve de ski de vitesse est entachée d'un drame. L'athlète suisse Nicolas Bochatay, à l'entrainement sur une piste parallèle à la piste officielle, se tue en percutant une dameuse. C'est le troisième décès de la discipline, après ceux, intervenus en course, de l’Italien Walter Mussner en 1965, et du Suisse Jean-Marc Béguelin en 1974. Cet évènement a contribué à empêcher le ski de vitesse de devenir une discipline officielle des Jeux olympiques d'hiver.

## Résultats en 1992

### Hommes
| Classement | Skieur             | Vitesse      |
| ---------- | ------------------ | ------------ |
|            | Michaël Prüfer     | 229,299 km/h |
|            | Philippe Goitschel | 228,717 km/h |
|            | Jeffrey Hamilton   | 226,700 km/h |
| 4          | Laurent Sistach    | 225,000 km/h |
| 5          | Claude Bazile      | 223,464 km/h |
| 6          | Petr Kakes         | 223,325 km/h |
| 7          | James Morgan       | 222,910 km/h |
| 8          | Franz Weber        | 222,222 km/h |

### Femmes
| Classement | Skieuse               | Vitesse      |
| ---------- | --------------------- | ------------ |
|            | Tarja Mulari          | 219,245 km/h |
|            | Liss-Anne Pettersen   | 212,892 km/h |
|            | Renata Kolarova       | 210,526 km/h |
| 4          | Anna Morin            | 209,790 km/h |
| 5          | Melissa Dimino-Simons | 203,620 km/h |
| 6          | Lark Frolek           | 195,865 km/h |
| 7          | Françoise Béguin      | 195,972 km/h |
| 8          | Jacqueline Blanc      | 199,115 km/h |